# Таволжанка (Грибановський район)
Таволжанка (рос. Таволжанка) — село у Грибановському районі Воронезької області Російської Федерації.
Населення становить 31 особу (2010). Входить до складу муніципального утворення Васильєвське сільське поселення.

## Історія
Населений пункт розташований у історичному регіоні Чорнозем'я.
За даними на 1859 рік у державному сільці Новохоперського повіту Воронізької губернії мешкало 179 осіб (98 чоловіків та 81 жінка), налічувалось 20 дворових господарств, діяла православна церква, поштова станція, відбувалось 4 ярмарки на рік.
Станом на 1886 рік у селі Троїцької волості Новохоперського повіту населення становило 134 особи, налічувалось 19 дворів, діяла православна церква.
За даними на 1900 рік населення зросло до 177 осіб (93 чоловічої статі та 84  — жіночої), налічувалось 26 дворових господарств.
Від 1935 року належить до Грибановського району, спочатку в складі Центрально-Чорноземної області, а від 1934 року — Воронезької області.
Згідно із законом від 15 жовтня 2004 року входить до складу муніципального утворення Васильєвське сільське поселення.

## Населення
| 2010 |
| ---- |
| 31   |